# Maribor vasútállomás
Maribor vasútállomás (szlovénül: Železniška postaja Maribor) egy szlovéniai vasútállomás Mariborban, melyet a Slovenske železnice (SŽ) üzemeltet.

## Vasútvonalak
Az állomást az alábbi vasútvonalak érintik:
- Zidani Most–Šentilj-vasútvonal
- Drautalbahn

## Kapcsolódó állomások
A vasútállomáshoz az alábbi állomások vannak a legközelebb:
- Maribor Tezno train station

## Forgalom
| Járat                           | Útvonal | Gyakoriság        |
| ------------------------------- | --- | ----------------- |
| személyvonat                    | Hodoš (Őrihodos) – Šalovci (Sal) – Gornji Petrovci (Péterhegy) – Mačkovci (Mátyásdomb) – Puconci (Battyánd) – Murska Sobota (Muraszombat) – tovább Ljutomer, Pragersko és Maribor felé | Napi 4-5 pár      |
| Istria nemzetközi expresszvonat | (közvetlen kocsikkal Budapest-Déli felől) (Boba →) Zalaegerszeg – Zalalövő – Őriszentpéter – Hodoš (Őrihodos) – Murska Sobota (Muraszombat) – Ptuj – Maribor – Pragersko – Poljčane – Šentjur – Celje – Laško – Zidani Most – Hrastnik – Trbovlje – Zagorje – Litija – Ljubljana (közvetlen kocsikkal: Borovnica – Postojna – Pivka – Ilirska Bistrica – Šapjane – Jurdani – Opatija Matulji – Rijeka (Fiume)) – Borovnica – Logatec – Rakek – Postojna – Pivka – Divača – Hrpelje-Kozina – Koper | Nyáron napi 1 pár |

## Történelem röviden

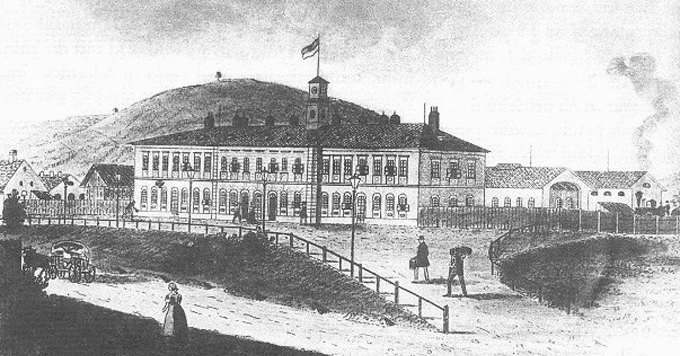
A vasútállomás egy metszeten (1847)
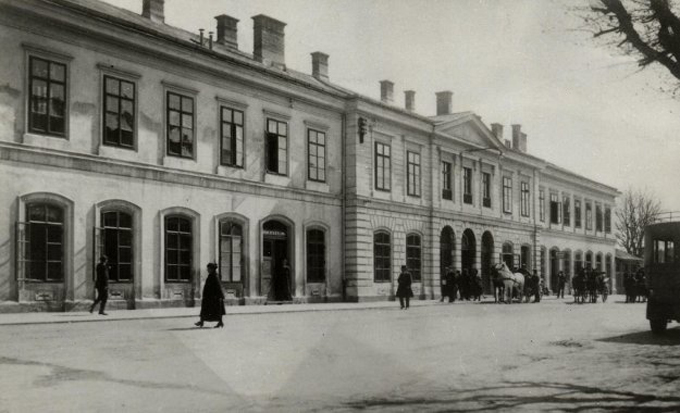
A maribori vasútállomás az 1930-as években
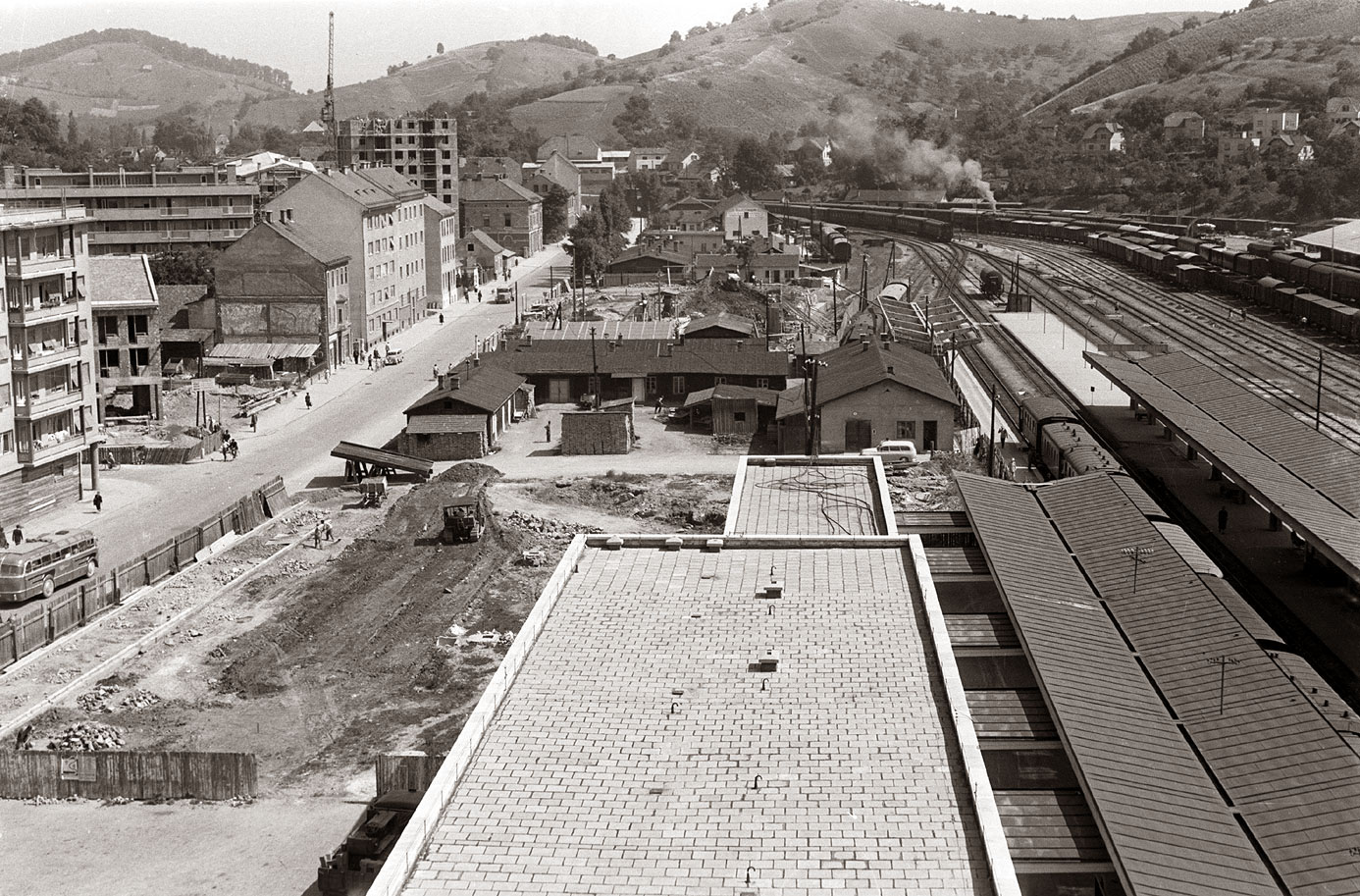
Kilátás a pályaudvarra (1958)
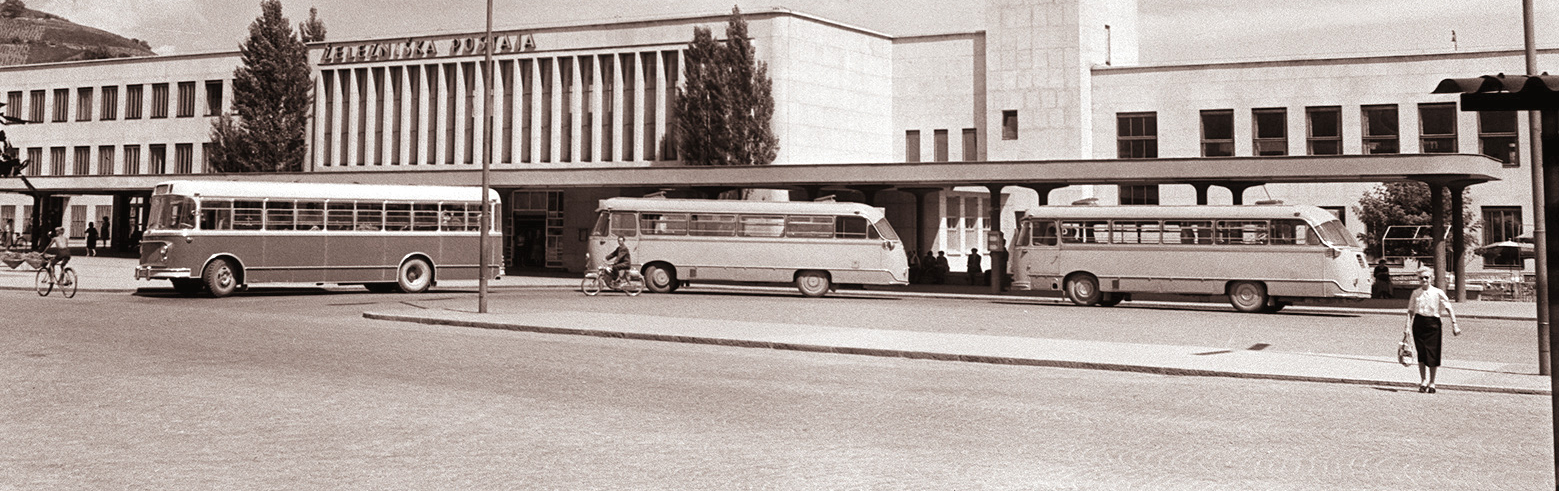
Vasútállomás előtti tér buszokkal (1960)
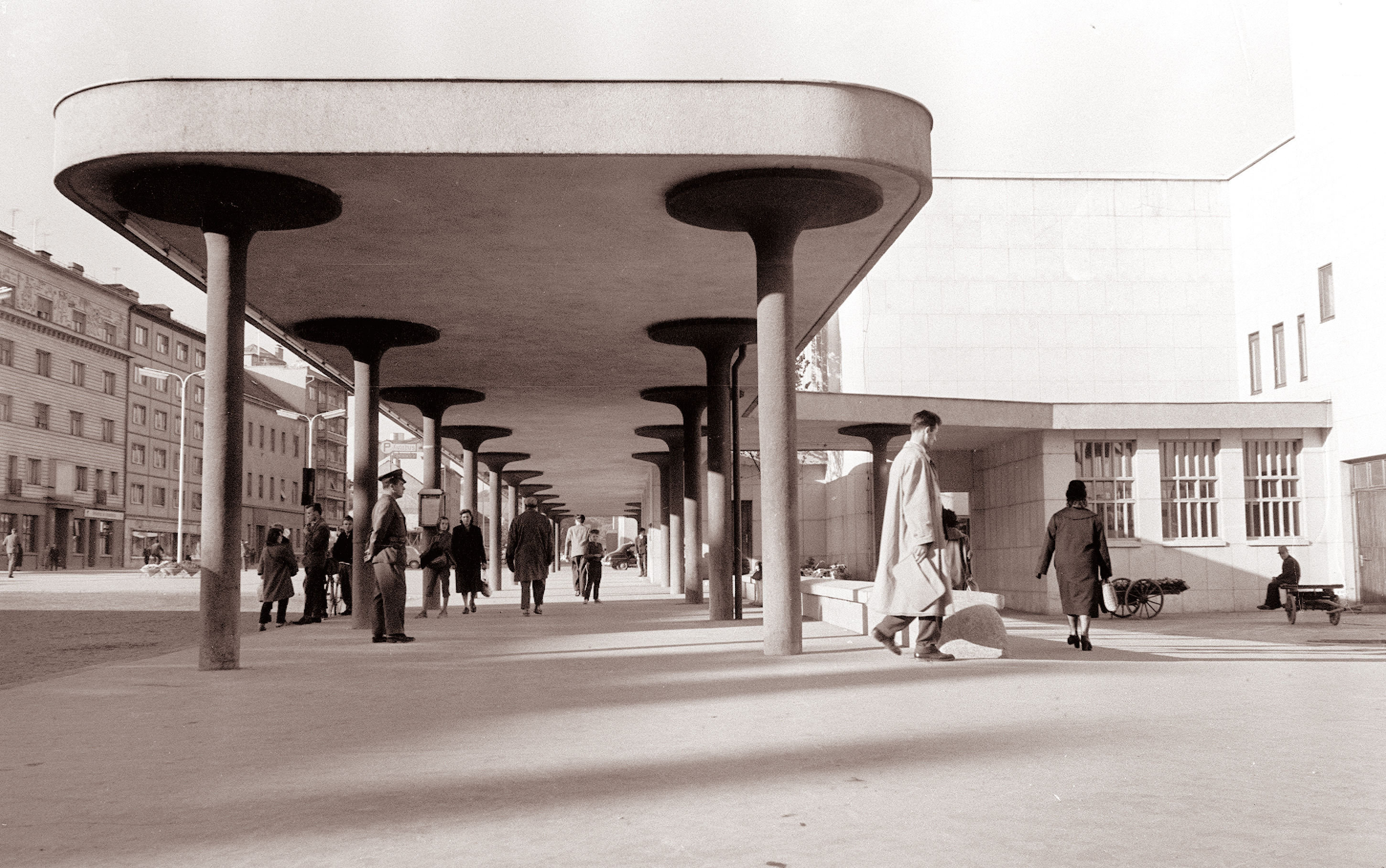
Előtető (1960)
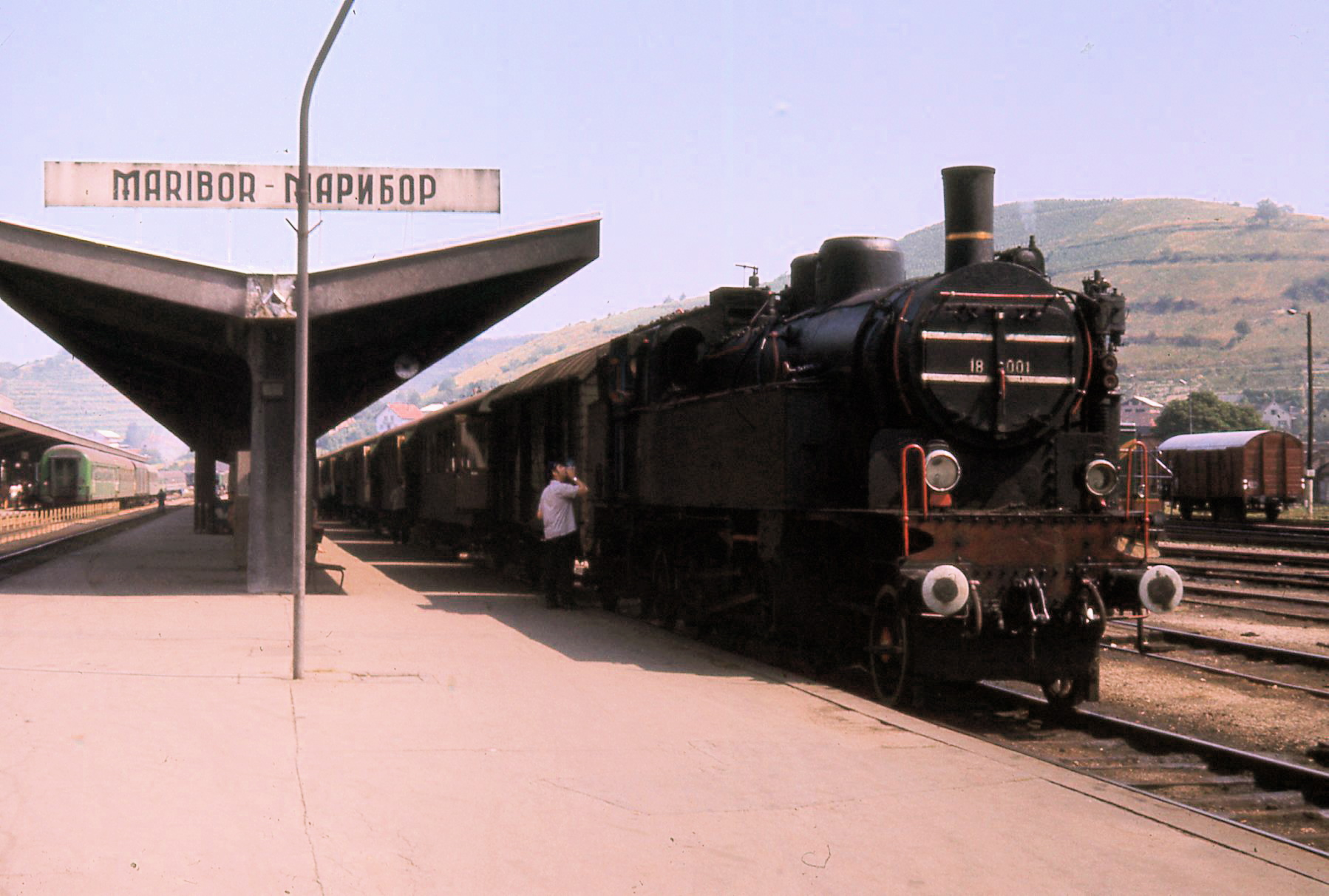
Vasúti pályák (1971)
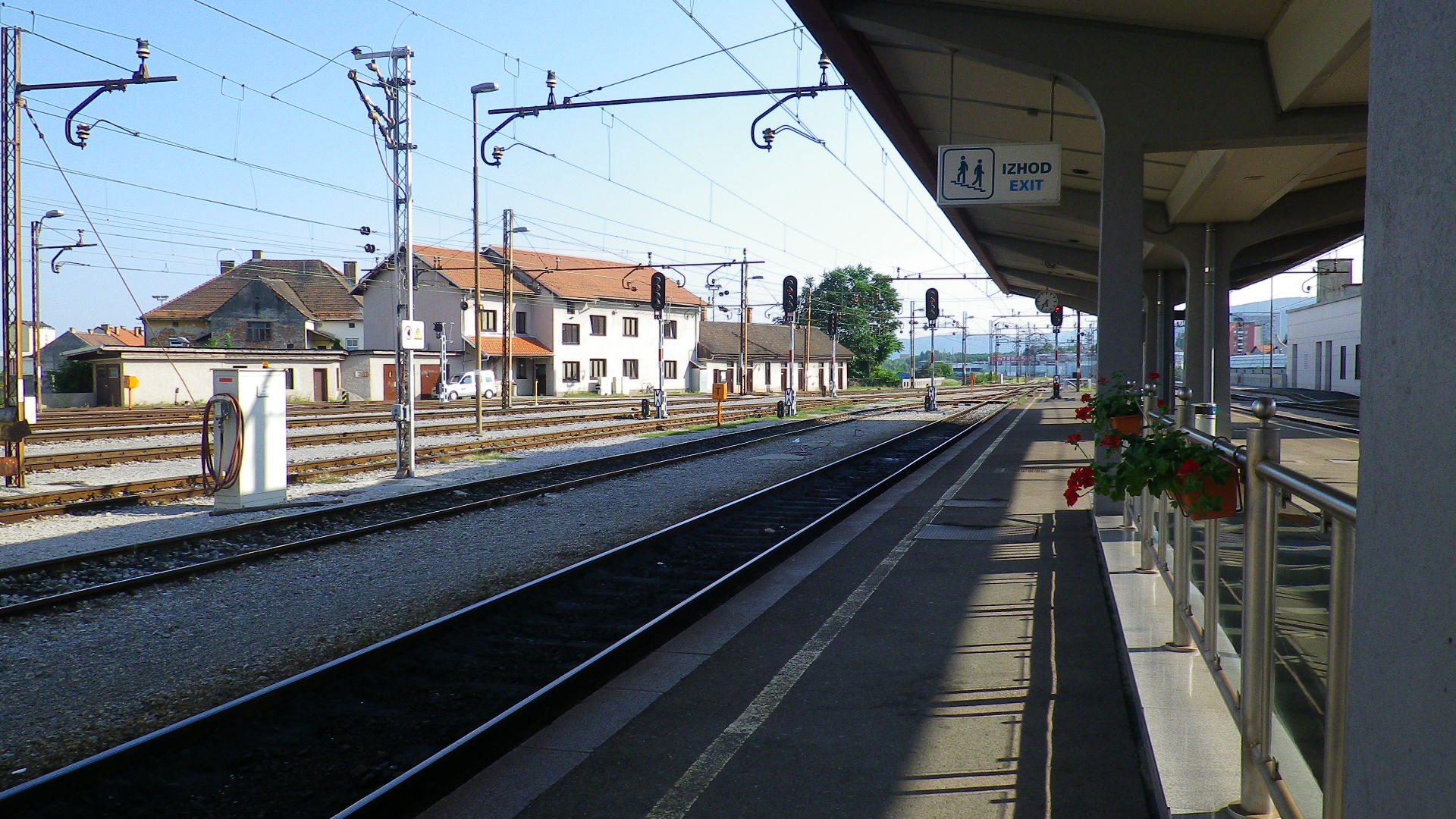
Vasúti pályák (2015)
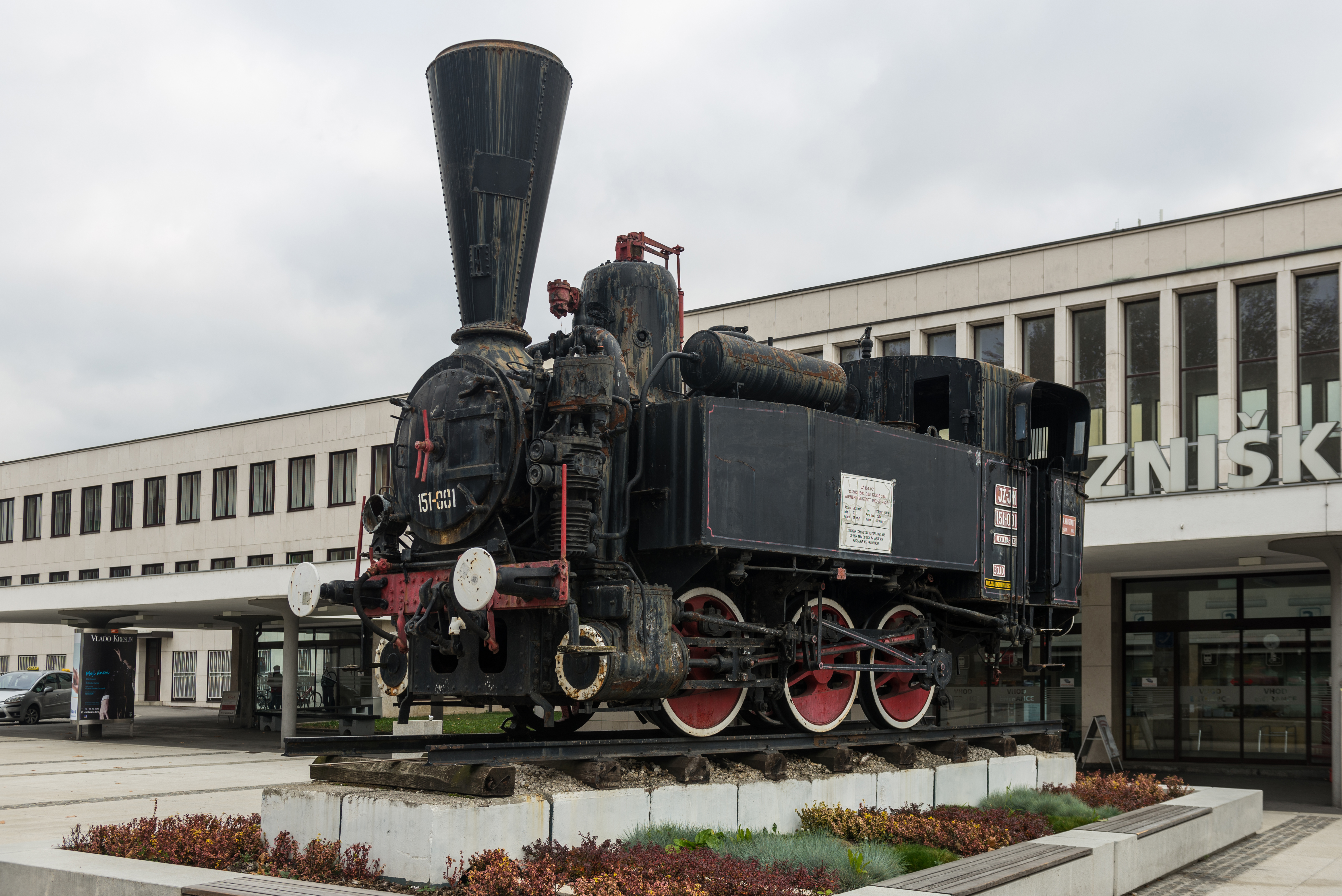
Múzeummozdony (2010)